# Inat kuća
Inat kuća je objekt u Sarajevu koji se nalazi preko puta Vijećnice, na samoj obali rijeke Miljacke.

## Povijest
Kad je Austro-Ugarska došla na vlast u Bosni i Hercegovini izgradila je puno poznatih objekta poput Marijin Dvora, Zgrade Predsjedništva i sl.
Kad je određena lokacija gradnje Gradska vijećnica u Sarajevu, na desnoj obali Miljacke, Austro-Ugarska vlast je zaključila da je zbog gradnje potrebno srušiti dva restorana i jednu kuću.Vlasnik te kuće bio je stari Benderija, starosjeditelj Sarajeva.On nije dozvolio da se njegova kuća ruši iz bilo kojeg razloga.Stoga je, nakon dugih pregovora, zatražio da mu isplate u dukatima i da prenesu njegovu kuću na drugu stranu obale,opeku po opeku.Oni su to učinili i od tad se zove Inat kuća.Mnogi kažu da je to dokaz bosanske tvrdoglavosti.
Inat kuća je 1997. godine pretvorena u restoran u kojem poslužuju tradicionalna bosanska jela.Ispred stoji natpis:
: 